# Tvekampen
För boken av David Morrell, se Tvekampen (bok).
Tvekampen (franska: Le combat des chefs) är ett Asterix-album. Serierna publicerades som tidningsserie (i Pilote) 22 oktober 1964–5 augusti 1965 och som seriealbum 1966. Manus av René Goscinny och teckningar av Albert Uderzo.

## Handling
Centurionen i det romerska lägret Babaorum, Bonus Optimus, får ännu en gång uppleva att en patrull återkommer till lägret, nedslagna av två galler från den obetvingade byn i närheten. Centurionens rådgivare, Filurius, känner dock till en gallisk tradition. en byhövding kan utmana en annan byhövding på envig och den som vinner får styra över båda byarna. I den galliska byn Serum (i äldre sv. översättn. Trummerum) finns en byhövding, Brutalix, som är såld på allt romerskt. Romarna ber honom att utmana Majestix på duell. Brutalix har nog hört talas om byns trolldryck men romarna lovar att ta itu med det problemet.
En romersk patrull skickas ut i skogen för att infånga druiden Miraculix. Men Asterix och Obelix ingriper och slår ned romarna. Tyvärr råkar Obelix kasta en bautasten som hamnar rakt på Miraculix och när denne vaknat upp ur medvetslösheten har han helt tappat minnet. Han vet inte vem han själv är och receptet på trolldrycken känner han inte till.
Dagen efter kommer Brutalix med följe till byn. Han utmanar Majestix på envig. Goda råd är dyra och Asterix och Obelix tar fram Miraculix gryta och alla ingredienser för att se om han helt spontant kan komma på receptet. Allt experimenterande slutar med explosioner. När en romersk soldat infångas och får pröva på drycken blir han lätt som en ballong och svävar sakta upp i luften.
Asterix och Obelix tar med Miraculix till en druid i närheten, Amnesix, som är specialist på att bota psykiska sjukdomar. Han följer med tillbaka till byn för att försöka hjälpa till. När han frågar Obelix hur det gick till när Miraculix tappade minnet visar Obelix med en bautasten och slår ner druiden. Slaget mot huvudet får även Amnesix att tappa minnet.
Dagen för envigen har kommit. På platsen för envigen väntar Brutalix. Obelix sitter och deppar i sitt stenbrott. De två druiderna står och experimenterar med trolldrycker när Miraculix råkar tillreda en dryck som gör att han får minnet tillbaka. Strax efter att detta inträffar får han en ny bautasten i huvudet eftersom Obelix kommer på att en ny smäll kanske kan bota den gamla. Lyckligtvis gör denna inte heller någon ny skada, Asterix berättar vad som är på gång och snabbt reder Miraculix till en ny omgång trolldryck som ger superkrafter. Alla tre springer bort till arenan där Majestix undviker nederlag genom att springa runt i ringen för att trötta ut Brutalix. Snart är Brutalix så uttröttad att Majestix kan slå ned honom med ett välplacerat slag i ansiktet.
De församlade romarna tänker dock inte ge upp så lätt. De galliska byborna har dock fått varsin slurk trolldryck och ett jätteslagsmål utbryter som romarna förlorar. Majestix låter Brutalix förbli hövding över sin by och det hela avfiras på kvällen med en traditionell byfest.

### Övrigt
- På sista bilden på sidan 38 finns det en affisch "Fantastiska djur gör underbara konster" På en bild visas Marsupilami. För övrigt har tre av fyra pratbubblor i denna bild bytt plats (Hemmets Journals upplaga).

- Tvekampen är ett av de få Asterix-album där piraterna inte förekommer.

- Vissa delar av berättelsen i Tvekampen används i filmen "Bautastenssmällen".

- Minnesförlust där den skadade säger "vad önskas" förekommer hos Bröderna Dalton i Lucky Luke samt hos Iznogoud.